# Victor Weisskopf
Victor Frederick Weisskopf (ur. 19 września 1908 w Wiedniu, zm. 22 kwietnia 2002 w Newton w stanie Massachusetts) – fizyk austriacko-amerykański.
Studiował w Wiedniu i Getyndze. W 1931 r. otrzymał doktorat. W 1937 r. zatrudniony na University of Rochester. Od 1946 r. profesor fizyki teoretycznej w Massachusetts Institute of Technology. Podczas II wojny światowej pracował w Los Alamos w Projekcie Manhattan przy budowie bomby atomowej.
Po wojnie był dyrektorem CERN.

## Nagrody
- 1956: Medal Maxa Plancka,
- 1976: Medal Oersteda za nauczanie fizyki,
- 1977: Medal Mariana Smoluchowskiego,
- 1978: Pour le Mérite za Naukę i Sztukę[2]
- 1981: Nagroda Wolfa w dziedzinie fizyki.

Laureat Nagrody Enrica Fermiego.